# Pingyin
Pingyin är ett härad som lyder under provinshuvudstaden Jinans stad på prefekturnivå i Shandong-provinsen i norra Kina.